# Gasentladung
Von einer Gasentladung spricht man, wenn elektrischer Strom durch ein Gas fließt und dieses dabei ionisiert wird. Dabei kann auch sichtbares Licht entstehen. Die Gasentladung kann auf unterschiedliche Weise „gezündet“ werden, die Aufrechterhaltung der Stoßionisation mit Lawineneffekt erfordert einen gewissen Mindeststrom. 

Kennlinie einer elektrischen Entladung in Neongas über einen weiten Strombereich. Der Druck beträgt 1 Torr, der Elektrodenabstand 50 cm.

## Klassifizierung

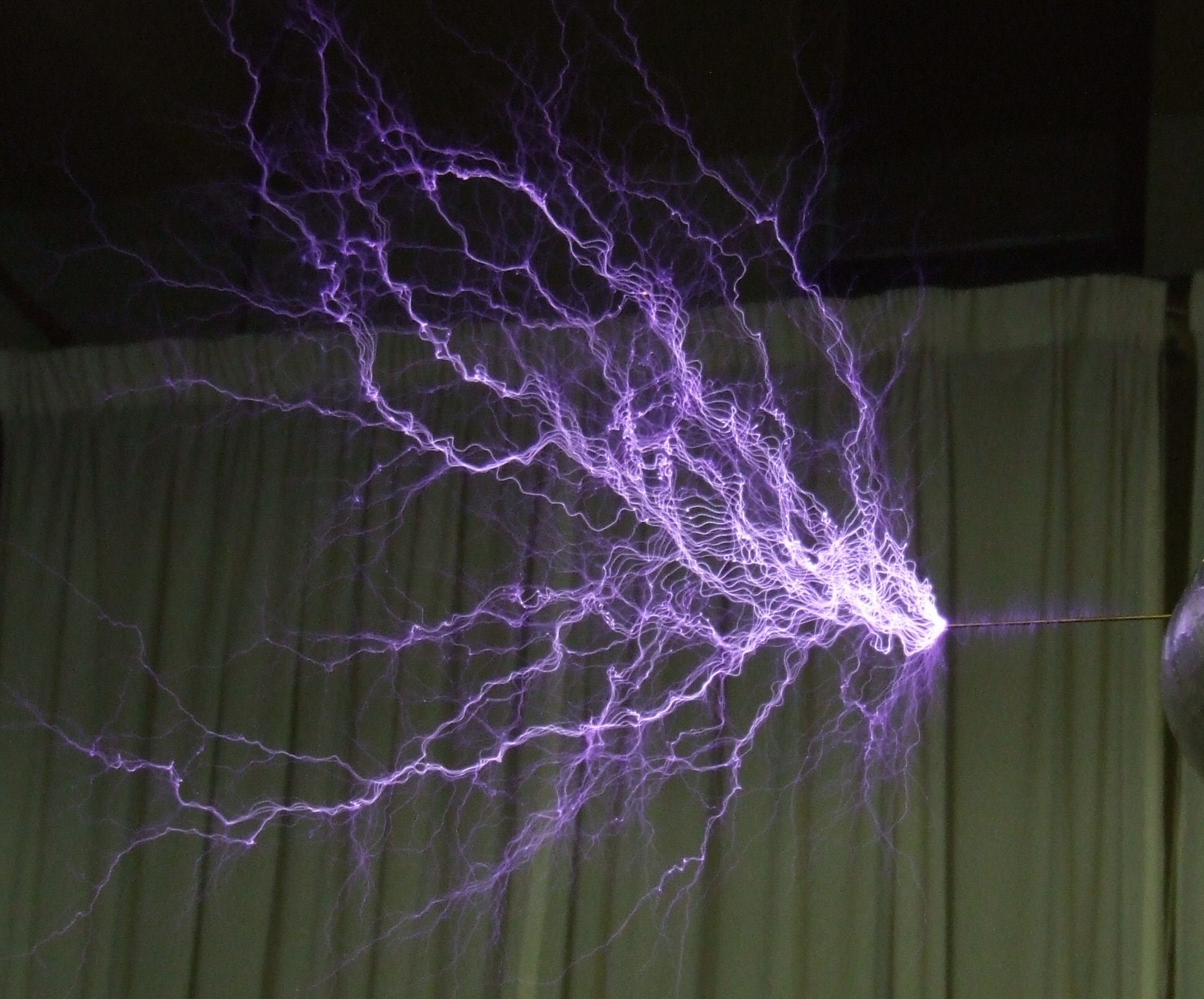
Gasentladung an einer Hochspannung führenden Metallspitze. Der Pincheffekt sorgt für dünne Stromfäden.

Erfolgt die Gasentladung mit ungeheizten Elektroden, lassen sich bei geringem Gasdruck (weit unter Atmosphärendruck) drei Bereiche der abgebildeten Kennlinie unterscheiden:
- Bei Strömen unter etwa 1 µA wird kein sichtbares Licht erzeugt. Man spricht von dunkler Entladung. Der Strom setzt ein, wenn einzelne Gasatome ionisiert werden. Dafür genügt beispielsweise natürliche ionisierende Strahlung. Ab einer Betriebsspannung oberhalb etwa 100 V wird der Strom durch den Lawineneffekt verstärkt, bei dem jedes freigesetzte Elektron weitere Atome ionisiert, die zusätzliche Elektronen freisetzen (Stoßionisation). Das ist im Zählrohr erwünscht, weil es eine millionenfache Verstärkung des Signals ersetzt.
- Liegt der Strom zwischen 1 mA und 50 mA, entsteht durch Glimmentladung schwaches, sichtbares Licht, dessen Farbe durch die Gaszusammensetzung bestimmt wird. Kennzeichnend sind der sogenannte Kathodenfall, eine lichtarme Zone um die Kathode und der negative differentielle Widerstand im Bereich D bis G, der die Konstruktion einfacher Kippschwinger ermöglicht. Da die Rekombinationsrate sehr hoch ist, erlischt der Lawineneffekt bei Unterschreitung des Mindeststroms.
- Bei Strömen über etwa 500 mA spricht man von einer Lichtbogenentladung, bei der neben sehr intensivem Licht auch hohe Temperaturen, speziell an den Elektroden, entstehen. Die zusätzlichen Elektronen, die aus glühenden Kathoden austreten, erhöhen die Gesamtzahl der freien Elektronen sehr stark. Infolge des Pincheffektes fließt der Strom in einem relativ dünnen Kanal, wie man auch bei Blitzen erkennt.

Plasmabildung und Gasentladungen sind auch elektrodenlos mittels eines Hochfrequenzfeldes möglich. Diese Möglichkeit wird in Induktionslampen und manchen Lasern genutzt.

## Zündung
Ob der Stromfluss durch das Gas spontan beginnt oder erst eingeleitet werden muss, hängt in erster Linie vom Gasdruck ab, weil dieser die mittlere freie Weglänge der Elektronen beeinflusst. Auf dieser „Rennstrecke“ werden freie Elektronen durch das elektrische Feld zwischen den Elektroden beschleunigt und gewinnen kinetische Energie. Nur wenn diese vor dem nächsten Zusammenprall mit einem Atom den Mindestwert der Ionisierungsenergie (Größenordnung: 20 eV) überschreitet, wird ein weiteres Elektron freigesetzt und der Lawineneffekt beginnt.
- Ist der Druck zu gering (beispielsweise in einer Vakuumkammer), können freie Elektronen zwar diese Mindestenergie überschreiten, finden aber kaum Stoßpartner und die Stromstärke bleibt sehr gering. Da kein Lawineneffekt zustande kommt, kann der Strom auch nicht unbegrenzt ansteigen.
- In Glimmlampen werden Gasdruck und Elektrodenabstand so gewählt, dass ab einer Gesamtspannung von etwa 80 V der Lawineneffekt sicher einsetzt, sobald ein „Startelektron“ vorhanden ist. Dieses wird beispielsweise durch die natürliche Radioaktivität aus einem Atom herausgeschlagen. Ohne ausreichenden Vorwiderstand steigt der Strom unbegrenzt.
- In Xenon-Gasentladungslampen herrscht sehr hoher Gasdruck bei geringem Elektrodenabstand; in Blitzröhren ist der Gasdruck geringer, dafür aber der Elektrodenabstand größer. In beiden Fällen startet der Lawineneffekt bei Spannungen unter 500 V nicht, weil zu viele freie Elektronen durch Rekombination wieder gebunden werden. Erst bei Zündspannungen von einigen Tausend Volt reicht die Startanzahl aus. Sobald ein Mindeststrom von einigen Milliampere überschritten wird und die Hauptstromversorgung ausreichend viele Elektronen nachliefert, setzt der Lichtbogen ein und die Brennspannung sinkt auf etwa 30 V.
- In Leuchtstofflampen ist wegen des großen Elektrodenabstandes die beschleunigende Feldstärke so gering, dass zwecks Zündung zunächst Glühkathoden die Anzahl der freien Elektronen ausreichend erhöhen müssen, um den Lawineneffekt bei Zündspannungen um 600 V einzuleiten.
- Aus stark gekrümmten, negativ geladenen Oberflächen können durch Feldemission spontan Elektronen austreten und das umgebende Gas ionisieren. Da die Feldstärke mit zunehmendem Abstand drastisch sinkt, kommt es meist zu keinem Lawineneffekt und die Stromstärke bleibt gering. Diese Gasentladung ist bei Elektrofiltern erwünscht; bei Hochspannungsleitungen ist sie unerwünscht und wird durch Koronaringe verhindert.

## Anwendungen
- Lichtbögen, z. B. zum Schweißen und in Hochdruck-Gasentladungslampen
- Glimmentladungen in Leuchtstoffröhren, Glimmlampen, Plasmabildschirmen, Plasmalampen
- Funkenentladungen, zum Beispiel zur Zündung in Verbrennungsmotoren
- Fotoblitzgeräte im oder am Fotoapparat
- Plasmatrons zum Schneiden und Schweißen
- Duoplasmatron
- Pumpentladungen von Gaslasern, z. B. HeNe-Laser, Stickstofflaser, CO2 -Laser, Argon-Ionen-Laser, Excimerlaser
- Geiger-Müller-Zählrohr
- Ionisations-Vakuummeter
- Quecksilberdampfgleichrichter und Thyratron
- Geißlersche Röhre
- Koronaentladung verursacht bei Hochspannungsleitungen Energieverluste
- Stille elektrische Entladung zur Erzeugung von Ozon
- Sputtern, z. B. zur Erzeugung dünner Schichten
- Plasmapolymerisation